# Wereldkampioenschappen roeien 2002
De 32e editie van de wereldkampioenschappen roeien werd in 2002 gehouden in Sevilla, Spanje. Het toernooi stond onder auspiciën van de wereld roeifederatie FISA.

## Medaillewinnaars

### Mannen
| Bootklasse              | Goud | Goud | Zilver | Zilver | Brons | Brons |
| Skiff M1x               | Marcel Hacker |      | Iztok Cop |        | Olaf Tufte |       |
| Lichte skiff LM1x       | Sam Lynch |      | Stefano Basalini |        | Steve Tucker |       |
| Dubbel twee M2x         | Hongarije Akos Haller Tibor Petoe |      | Italië Agostino Abbagnale Franco Berra |        | Duitsland André Willms Andreas Hajek |       |
| Twee zonder M2-         | Verenigd Koninkrijk James Cracknell Matthew Pinsent |      | Zuid-Afrika Ramon di Clemente Donovan Cech |        | Kroatië Sinisa Skelin Niksa Skelin |       |
| Twee met M2+            | Duitsland Lars Krisch Andreas Werner Claus Müller-Gatermann                                                                                                  |      | Verenigde Staten Dan Beery Dana Schmunk Joe Manion                                                                                                   |        | Australië Tom Laurich Rob Jahrling Michael Toon |       |
| Lichte dubbel twee LM2x | Italië Elia Luini Leonardo Pettinari |      | Polen Tomasz Kucharski Robert Sycz |        | Denemarken Mads R. Rasmussen Rasmus Hansen |       |
| Lichte twee zonder LM2- | Chili Christian Raul Yantani Garces Miguel Angel Cerda Silva                                                                                                 |      | Italië Carlo Gaddi Franco Sancassani |        | Verenigd Koninkrijk Ned Kittoe Nicholas English |       |
| Dubbel vier M4x         | Duitsland René Bertram Stephan Volkert Marco Geisler Robert Sens                                                                                             |      | Polen Adam Bronikowski Marek Kolbowicz Sławomir Kruszkowski Adam Korol                                                                               |        | Italië Mattia Righetti Marco Ragazzi Rossano Galtarossa Simone Raineri                                                                                    |       |
| Vier zonder M4-         | Duitsland Sebastian Thormann Paul Dienstbach Philipp Stüer Bernd Heidicker                                                                                   |      | Verenigd Koninkrijk Steve Williams Josh West Toby Garbett Rick Dunn                                                                                  |        | Italië Niccolò Mornati Raffaello Leonardo Lorenzo Carboncini Carlo Mornati                                                                                |       |
| Vier met M4+            | Verenigd Koninkrijk Tom Stallard Steve Trapmore Luka Grubor Kieran West Christian Cormack                                                                    |      | Duitsland Arne Landgraf Martin Zobelt Jan-Martin Bröer Klaus Rogge Stefan Lier                                                                       |        | Kroatië Igor Boraska Oliver Martinov Ivan Jukić Ninoslav Saraga Luka Travaš                                                                               |       |
| Lichte dubbel vier LM4x | Italië Emanuele Federici Daniele Gilardoni Luca Moncada Filippo Mannucci                                                                                     |      | Spanje José Antonio Martín Juan Luis Aguierre Barco Carlos Loriente Alberto Domínguez                                                                |        | Nederland Wolter Blankert Vincent de Loos Dylan van der Linde Marten Bosma                                                                                |       |
| Lichte vier zonder LM4- | Denemarken Thor Kristensen Thomas Ebert Stephan Mølvig Eskild Ebbesen                                                                                        |      | Italië Lorenzo Bertini Catello Amarante Salvatore Amitrano Bruno Mascarenhas                                                                         |        | Canada Douglas Vandor Iain Brambell Jonathan Mandick Gavin Hassett                                                                                        |       |
| Acht M8+                | Canada Matt Swick Kevin Light Ben Rutledge Kyle Hamilton Joe Stankevicius Andrew Hoskins Adam Kreek Jeff Powell Brian Price                                  |      | Duitsland Sebastian Schulte Thorsten Engelmann Jörg Dießner Stephan Koltzk Johannes Doberschütz Enrico Schnabel Ulf Siemes Michael Ruhe Peter Thiede |        | Verenigde Staten Ryan Torgerson Garrett Klugh Joseph Hansen Wolfgang Moser Michael Wherley Eric Mueller Bryan Volpenhein Jonathan Watling Peter Cipollone |       |
| Lichte acht LM8+        | Italië Luigi Scala Alessandro Lodigiani Giuseppe Del Gaudio Nicola Moriconi Marco Paniccia Carlo Grande Stefano Fraquelli Bruno Pasqualini Vincenzo Di Palma |      | Duitsland Martin Raeder Lars Achtruth Martin Fauck Joachim Drews Markus Pütz Matthias Hobein Sven Johannesmeier Christian Dahlke Jörg Dederding      |        | Verenigde Staten Gavin Blackmore Eric Feins John Cashman Andrew Liverman Erik Miller Jon Douglas Tom Paradiso Matthew Smith Bill McManus                  |       |

### Vrouwen
| Bootklasse              | Goud | Goud | Zilver | Zilver | Brons | Brons |
| Skiff W1x               | Rumjana Nejkova |      | Jekaterina Karsten |        | Katrin Rutschow-Stomporowski |       |
| Lichte skiff LW1x       | Viktoria Dimitrova |      | Lise Marie Schlenker |        | Maria Teresa Mas de Xaxars Rivero |       |
| Dubbel twee W2x         | Nieuw-Zeeland Georgina Evers-Swindell Caroline Evers-Swindell                                                                                |      | Rusland Larissa Merk Irina Fedotowa |        | Italië Elisabetta Sancassani Gabriella Bascelli                                                                                          |       |
| Twee zonder W2-         | Roemenië Georgeta Andrunache Viorica Susanu                                                                                                  |      | Canada Jacqueline Cook Karen Clark |        | Wit-Rusland Julia Bichyk Natalia Helach                                                                                                  |       |
| Lichte dubbel twee LW2x | Australië Sally Anne Causby Amber Jae Halliday                                                                                               |      | Duitsland Janet Radünzel Claudia Blasberg                                                                                                   |        | Verenigd Koninkrijk Helen Casey Tracy Langlands                                                                                          |       |
| Lichte twee zonder LW2- | Verenigd Koninkrijk Naomi Ashcroft Leonie Barron                                                                                             |      | Chili Paola Rodriguez Carolina Godoy |        | Spanje Maria Almuedo Beatriz Casanueva                                                                                                   |       |
| Dubbel vier W4x         | Duitsland Peggy Waleska Marita Scholz Manuela Lutze Kerstin El Qalqili-Kowalski                                                              |      | Denemarken Astrid Jespersen Sarah Lauritzen Dorthe Pedersen Majbrit Nielsen                                                                 |        | Wit-Rusland I. Jansen-Zakhareuskaya Volha Berazniova Jekaterina Karsten Mariya Vorona                                                    |       |
| Vier zonder W4-         | Australië Kristina Larsen Jodi Winter Rebecca Sattin Victoria Roberts                                                                        |      | Canada Roslin McLeod Rachelle de Jong Darcy Marquardt Paulina Van Roessel                                                                   |        | China Guifeng Zhao Cuiping Yang Huanling Cong Xueling Feng                                                                               |       |
| Lichte dubbel vier LW4x | Australië Zita van de Walle Marguerite Houston Miranda Bennett Hannah Every-Hall                                                             |      | Nederland Mariel Pikkemaat Mirjam ter Beek Judith van Os Maud Klinkers                                                                      |        | Verenigde Staten Anne Finke Abigail Cromwell Michelle Borkhuis Wendy Campanella                                                          |       |
| Acht W8+                | Verenigde Staten Kate Johnson Dana Peirce Caryn Davies Maite Urtasun Bernadette Marten Alison Cox Anna Mickelson Kate Mackenzie Mary Whipple |      | Australië Jodi Winter Jo Lutz Julia Wilson Jane Robinson Rachael Taylor Rebecca Sattin Victoria Roberts Kristina Larsen Larsen Carly Bilson |        | Duitsland Anja Pyritz Maja Tucholke Britta Holthaus Dana Pyritz Nicole Zimmermann Susanne Schmidt Lenka Wech Silke Günther Annina Ruppel |       |

## Medailleklassement
| Plaats | Land                | Goud | Zilver | Brons | Totaal |
| 1      | Duitsland           | 5    | 4      | 3     | 12     |
| 2      | Italië              | 3    | 4      | 3     | 10     |
| 3      | Verenigd Koninkrijk | 3    | 1      | 2     | 6      |
| 4      | Australië           | 3    | 1      | 1     | 5      |
| 5      | Bulgarije           | 2    | 0      | 0     | 2      |
| 6      | Verenigde Staten    | 1    | 2      | 4     | 7      |
| 7      | Canada              | 1    | 2      | 1     | 4      |
| 8      | Denemarken          | 1    | 1      | 1     | 3      |
| 9      | Chili               | 1    | 1      | 0     | 2      |
| 10     | Hongarije           | 1    | 0      | 0     | 1      |
| 10     | Ierland             | 1    | 0      | 0     | 1      |
| 10     | Nieuw-Zeeland       | 1    | 0      | 0     | 1      |
| 10     | Roemenië            | 1    | 0      | 0     | 1      |
| 14     | Polen               | 0    | 2      | 0     | 2      |
| 15     | Spanje              | 0    | 1      | 2     | 3      |
| 15     | Wit-Rusland         | 0    | 1      | 2     | 3      |
| 17     | Nederland           | 0    | 1      | 1     | 2      |
| 18     | Rusland             | 0    | 1      | 0     | 1      |
| 18     | Slovenië            | 0    | 1      | 0     | 1      |
| 18     | Zuid-Afrika         | 0    | 1      | 0     | 1      |
| 21     | Kroatië             | 0    | 0      | 2     | 2      |
| 22     | China               | 0    | 0      | 1     | 1      |
| 22     | Noorwegen           | 0    | 0      | 1     | 1      |
| Totaal | Totaal              | 24   | 24     | 24    | 72     |

Edities

1962 Luzern · 
1966 Bled · 
1970 St. Catharines · 
1974 Luzern · 
1975 Nottingham · 
1976 Villach · 
1977 Amsterdam · 
1978 Hamilton (alleen zwaar) · 
1978 Kopenhagen (alleen licht) · 
1979 Bled · 
1980 Hazewinkel · 
1981 München · 
1982 Luzern · 
1983 Duisburg · 
1984 Montréal · 
1985 Hazewinkel · 
1986 Nottingham · 
1987 Kopenhagen · 
1988 Milaan · 
1989 Bled · 
1990 Lake Barrington · 
1991 Wenen · 
1992 Montréal · 
1993 Račice · 
1994 Indianapolis · 
1995 Tampere · 
1996 Motherwell · 
1997 Aiguebelette · 
1998 Keulen · 
1999 St. Catharines · 
2000 Zagreb · 
2001 Luzern · 
2002 Sevilla · 
2003 Milaan · 
2004 Banyoles · 
2005 Gifu · 
2006 Eton · 
2007 München · 
2008 Ottensheim · 
2009 Poznań · 
2010 Hamilton · 
2011 Bled · 
2012 Plovdiv · 
2013 Chungju · 
2014 Amsterdam ·
2015 Aiguebelette ·
2016 Rotterdam ·
2017 Sarasota ·
2018 Plovdiv ·
2019 Ottensheim ·
2020 Bled ·
2021 Shanghai ·
2022 Račice ·
2023 Belgrado ·
2024 St. Catharines ·
2025 Shanghai · 
2026 Amsterdam

Onderdelen

Skiff · 
Lichte skiff · 
Dubbel twee · 
Lichte dubbel twee · 
Twee zonder · 
Lichte twee zonder · 
Twee met

Dubbel vier · 
Dubbel vier met · 
Lichte dubbel vier · 
Vier zonder · 
Lichte vier zonder · 
Vier met · 
Acht · 
Lichte acht